# Herb gminy Opinogóra Górna
Herb gminy Opinogóra Górna – jeden z symboli gminy Opinogóra Górna, ustanowiony 2 czerwca 2014.

## Wygląd i symbolika
Herb przedstawia na tarczy w polu błękitnym srebrną wieżę zamkową z czterema otworami w kształcie ostrołuku. Po obu stronach dwa złote skrzydła, a nad nimi dwa złote kruki ze złożonym skrzydłami i złotymi pierścieniami w dziobach, skierowane na zewnątrz tarczy. Wieża nawiązuje do pałacu w Opinogórze Górnej, a skrzydła i kruki do herbu, którym posługiwał się Wincenty Krasiński.